# Lena Hutter
Lena Hutter, auch Liselotte Heinz-Hutter (* 20. Dezember 1911 in Henkenhagen in Pommern; † 17. Dezember 2003 in Maßbach, Unterfranken) war eine deutsche Schauspielerin, Gründerin und Theaterleiterin des Fränkischen Theaters Schloss Maßbach.

## Leben
Hutter arbeitete vor dem Zweiten Weltkrieg als Schauspielerin in Berlin. Dort war sie in erster Ehe mit dem Schauspieler und Regisseur Oskar Ballhaus († 1972) verheiratet. Aus dieser Ehe stammen der Hollywood-Kameramann Michael Ballhaus und die Familientherapeutin Nele Maar, geborene Ballhaus.
Das Schauspieler-Ehepaar Ballhaus/Hutter stand den Kommunisten nahe. Die Berliner Wohnung der Familie war ein Treffpunkt für Künstler und Intellektuelle, die in Opposition zu den Nazis standen. Zeitweise war in der Wohnung auch ein jüdischer Freund der Eltern versteckt.
Wegen der Bombardierung Berlins zog Hutter im Jahr 1943 mit den Kindern zu einer Verwandten ins oberfränkische Coburg, wo die Familie auch in den ersten Nachkriegsjahren wohnen blieb. Da das Ehepaar politisch unbelastet war, erhielten sie von den amerikanischen Besatzern eine Auftrittserlaubnis, versammelten einige Künstler um sich, überwiegend Schauspieler, und gründeten den „Coburger Kulturkreis“ für Lesungen, Rezitationen und musikalische Darbietungen. So holten sie unter anderen Georg Solti zu einem seiner ersten Konzerte im Nachkriegsdeutschland nach Coburg.
Am 17. April 1946 gründete das Ehepaar das „Fränkische Theater“, das 1948 ins Schloss Wetzhausen, 1954 nach Schloss Stöckach und schließlich 1960 ins Schloss Maßbach umzog, wo es noch heute erfolgreich arbeitet. Trotz der Scheidung von Oskar Ballhaus leiteten beide ihr Privattheater gemeinsam weiter.
In zweiter Ehe heiratete Hutter den Schauspieler und Regisseur Herbert Heinz (1922–2002), der von Beginn an zum Ensemble des „Fränkischen Theaters“ gehörte und mit seiner Regiearbeit das Theater maßgeblich mitprägte.
Nach dem Tod des Theatergründers Ballhaus (1972) leitete Hutter das „Fränkische Theater“ mit ihrem zweiten Ehemann bis zu ihrem Tod im Jahr 2003. Im Jahr 2000 holte sie ihre Enkelin Anne Maar, Tochter des Kinderbuchautors Paul Maar, als Geschäftsführerin ins Haus. Noch bis kurz vor ihrem Tod sah man Lena Heinz-Hutter auf der Bühne ihres eigenen Theaters.